# Motu (langue)
 (mars 2019).
Pour les articles homonymes, voir Motu (homonymie).
Le motu est une des langues de la pointe papoue, une des langues océaniennes. Il est parlé par 39 000 personnes en 2016, dans la Province centrale, l'aire de Port Moresby et les villages côtiers de Manumanu, Galley Reach (en), jusqu'à GabaGaba (Kapakapa). Il est également appelé « vrai motu » (true motu en anglais) pour le distinguer du pidgin qui porte le même nom, mais qui est davantage désigné comme hiri motu de nos jours. En 1962, un dictionnaire du Police Motu a été édité mais également A Survey of Motu and Police Motu par Richard Brett, Raymond Brown, Ruth Brown et Velma M. Foreman.

## Description
C'est une simplification du motu original développée pour servir de langue commerciale en Papouasie dans le sud-est de l'île principale de Nouvelle-Guinée. Il fut à l'origine nommé police motu et est maintenant connu comme hiri motu.
Le motu était la troisième langue la plus parlée, après le tok pisin et l'anglais, au moment de l'indépendance parmi les 800 langues de la Papouasie-Nouvelle-Guinée. Depuis, elle a énormément périclité au profit du tok pisin.
Le motu fait partie des langues malayo-polynésiennes et est très proche des langues polynésiennes et micronésiennes.
Le motu est une langue qui peut avoir des mots avec uniquement des voyelles et est donc plus facile à prononcer que l'anglais.
Il y a 15 consonnes qui sont b, d, g, h, k, l, m, n, p, r, s, t, v, w et la fricative vélaire notée  ‹ ḡ ›.
Le w est toujours utilisé en combinaison dans kw ou gw.